# Oli de Sat
Olivier Gérard, meglio conosciuto come Oli de Sat (Nancy, 25 settembre 1973), è un compositore, chitarrista e tastierista francese, attuale compositore, assieme a Nicola Sirkis, del gruppo Indochine.

## Biografia
Oli de Sat entra a far parte ufficialmente degli Indochine dal 2002, anno di uscita di Paradize, l'album che segna la rinascita del gruppo, di cui lui compone la quasi totalità delle musiche.
Gérard aveva già in passato lavorato con la band alla realizzazione delle copertina di Satellite (è in questa occasione che nasce lo pseudonimo Oli de Sat). Successivamente inviò a Nicola Sirkis i propri remix fatti su vecchi pezzi della band, che però rimasero sulla scrivania del leader della band per molti mesi prima di essere ascoltati. Quando finalmente, dopo molte insistenze del giovane Gérard, il cantante li ascolta, questo si rende subito conto delle grandi potenzialità del ragazzo e gli affida il compito di arrangiare alcuni pezzi di Dancetaria, album in cui Gérard si occupa parzialmente delle chitarre e delle tastiere. Ormai a bordo della nave Indochine, questa volta con un ruolo più importante, svolge il suo lavoro durante il tour di Dancetaria dietro le scene.
Quando nel 2001 Jean-Pierre Pilot, compositore del gruppo, se ne va, Gérard prende il suo posto.
Egli fa il suo debutto sulle scene nel tour di Paradize, dove si occupa delle chitarre, affiancando Boris Jardel prima chitarra del gruppo, e delle tastiere.
Oltre a conoscere molto bene la musica degli Indochine, di cui è fan, Gérard conosce e ama il gothic e l'industrial (in particolare Marilyn Manson e i Nine Inch Nails). Ciò influenza moltissimo la sua scrittura e porta un'aria di modernità ai pezzi della band, che supera in tal modo le difficoltà vissute negli anni novanta.
In prime nozze è stato sposato con Sandra Kim: dopo il divorzio ha preso in moglie Valérie un'illustratrice che ha contribuito alla realizzazione della seconda ristampa del libro Les Mauvaises nouvelles di Nicola Sirkis edita nel 2005. Da questo secondo matrimonio è nata una bambina, che ha la stessa età della figlia di Nicola.
Quando non è impegnato con la band, Oli lavora ai suoi remix.

## Discografia
Con gli Indochine
- 2002 - Paradize
- 2005 - Alice & June
- 2009 - La République des Meteors

## Strumentazione
- Gibson SG
- Gibson Firebird VII
- Fender Jaguar del 1965
- Gretsch Black Falcon
- Schecter Ultra III
- Maton